# لاسلو كوفاتش
لاسلو كوفاتش (بالمجرية: Kovács László)‏ (24 أبريل 1951 في المجر - 30 يونيو 2017 في المجر) هو مدرب كرة قدم ولاعب كرة قدم مجري في مركز حراسة المرمى، شارك في كأس العالم 1978. وشارك مع منتخب المجر لكرة القدم. أما مع النوادي، فقد لعب مع غيور تورنا أوزتالي ونادي بودابست هونفيد ونادي مول فيدي ونادي بكسكابا 1912 إلوره ونادي سيوفوك ‏.

## وصلات خارجية
- لاسلو كوفاتش على موقع الاتحاد الدولي (مؤرشف)  (الإنجليزية)
- لاسلو كوفاتش على موقع قاعدة بيانات كرة القدم.إي يو (الإنجليزية)
- لاسلو كوفاتش على موقع ناشيونال فوتبول تيمز (الإنجليزية)